# The Sims 4: City Living
| Агрегатор    | Оцінка |
| ------------ | ------ |
| GameRankings | 86.14% |
| Metacritic   | 78%    |

The Sims 4: City Living — третє доповнення для комп'ютерної гри жанру стратегічного симулятору життя The Sims 4. У США вийшло 1 листопада 2016. Додає три нові кар'єри: Політика, Соціальні мережі, Критика. Пакет додає новий світ під назвою Сан-Мішино, в якому знаходяться нові типи лотів: пентхауси, артцентри, центральні парки, караокі-бари та квартири. Схожими доповненнями є The Sims 2: Apartment Life та The Sims 3: Late Night.

## Нововведення
- Нові ігрові функції/взаємодії: мильні кульки, фестивалі, харчові лавки, караокі-машина, клавіатура, розмовляючий туалет, майданчик для баскетболу, подіум, фрески, ігрові консолі, вулична галерея
- Фестивалі: Блошиний ринок, Фестиваль спецій, Фестиваль романтики, Фестиваль гумору та хіджінку, Гік-кон
- Нова навичка: Спів
- Нові райони: Ринок спецій, Мистецькі квартали, Район моди, Верхня частина міста
- Спеціальний лот: Луки Мішино
- Нові колекції: постери, снігові глобуси, кулінарні страви
- Нові кар'єри: Політика, Критика, Соціальні мережі
- Квартири[4]

## Музика
| Список саундтреків The Sims 4: City Living | Список саундтреків The Sims 4: City Living | Список саундтреків The Sims 4: City Living | Список саундтреків The Sims 4: City Living | Список саундтреків The Sims 4: City Living |
| #                                          | Назва                                      | Автор                                      | Радіо                                      | Тривалість                                 |
| ------------------------------------------ | ------------------------------------------ | ------------------------------------------ | ------------------------------------------ | ------------------------------------------ |
| 1.                                         | «SHIPS»                                    | Кеньіті Судзумура                          | Spop                                       | 4:37                                       |
| 2.                                         | «WASTELANDERS»                             | Sayaka Sasaki                              | Spop                                       | 5:00                                       |
| 3.                                         | «Kinzakura no Chigiri»                     | Сюхей Кіта                                 | Spop                                       | 4:19                                       |
| 4.                                         | «Philosophy of Dear World»                 | ZAQ                                        | Spop                                       | 3:49                                       |
| 5.                                         | «Happy Traveller»                          | Еліас Слітер                               | Світова                                    | 2:57                                       |
| 6.                                         | «Grand Souks»                              | Джоді Дженкінс                             | Світова                                    | 2:39                                       |
| 7.                                         | «Freygish Dance»                           | Мір Моттрем                                | Світова                                    | 2:26                                       |
| 8.                                         | «Life Sketches»                            | Енджел Лем                                 | Світова                                    | 2:52                                       |
| 9.                                         | «Kalinka»                                  | Ігор Дворкін                               | Світова                                    | 1:43                                       |
| 10.                                        | «Dilruba»                                  | Браун О'Брайєн                             | Світова                                    | 2:29                                       |
| 11.                                        | «Spirits Dance»                            | HughesKkoshi                               | Світова                                    | 1:28                                       |
| 12.                                        | «Ionika»                                   | Дворкін Пітток                             | Світова                                    | 2:07                                       |
| 13.                                        | «In The Wild»                              | Ніл Вілльямс                               | Світова                                    | 2:11                                       |
| 14.                                        | «Jasmine Flower»                           |                                            | Світова                                    | 1:19                                       |
| 15.                                        | «Thank You»                                | All Tvvins                                 | Альтернативний рок                         | 3:37                                       |
| 16.                                        | «Not What I Needed»                        | Car Seat Headrest                          | Альтернативний рок                         | 4:31                                       |
| 17.                                        | «Something About You»                      | Lucius                                     | Альтернативний рок                         | 3:40                                       |
| 18.                                        | «Just Fire»                                | Mating Ritual                              | Альтернативний рок                         | 4:25                                       |
| 19.                                        | «Chur Nayavuya»                            | The Soaks                                  | Альтернативний рок                         | 3:24                                       |
| 20.                                        | «We Don't Know»                            | The Strumbellas                            | Альтернативний рок                         | 4:35                                       |
| 21.                                        | «Way I'm Feeling»                          | Tim Wheeler                                | Альтернативний рок                         | 3:29                                       |
| 22.                                        | «Dreamers»                                 | Frida Sundemo                              | Поп                                        | 4:12                                       |
| 23.                                        | «Bad 4 U»                                  | Імед Роял                                  | Поп                                        | 3:01                                       |
| 24.                                        | «Worship»                                  | Lizzo                                      | Поп                                        | 2:57                                       |
| 25.                                        | «Wasted Youth»                             | Roy English                                | Поп                                        | 4:36                                       |
| 26.                                        | «Stop Desire»                              | Tegan and Sara                             | Поп                                        | 3:25                                       |
| 27.                                        | «Hello Hello»                              | Fickle Friends                             | Поп                                        | 3:31                                       |